# Massacre de la rue Bracka à Varsovie

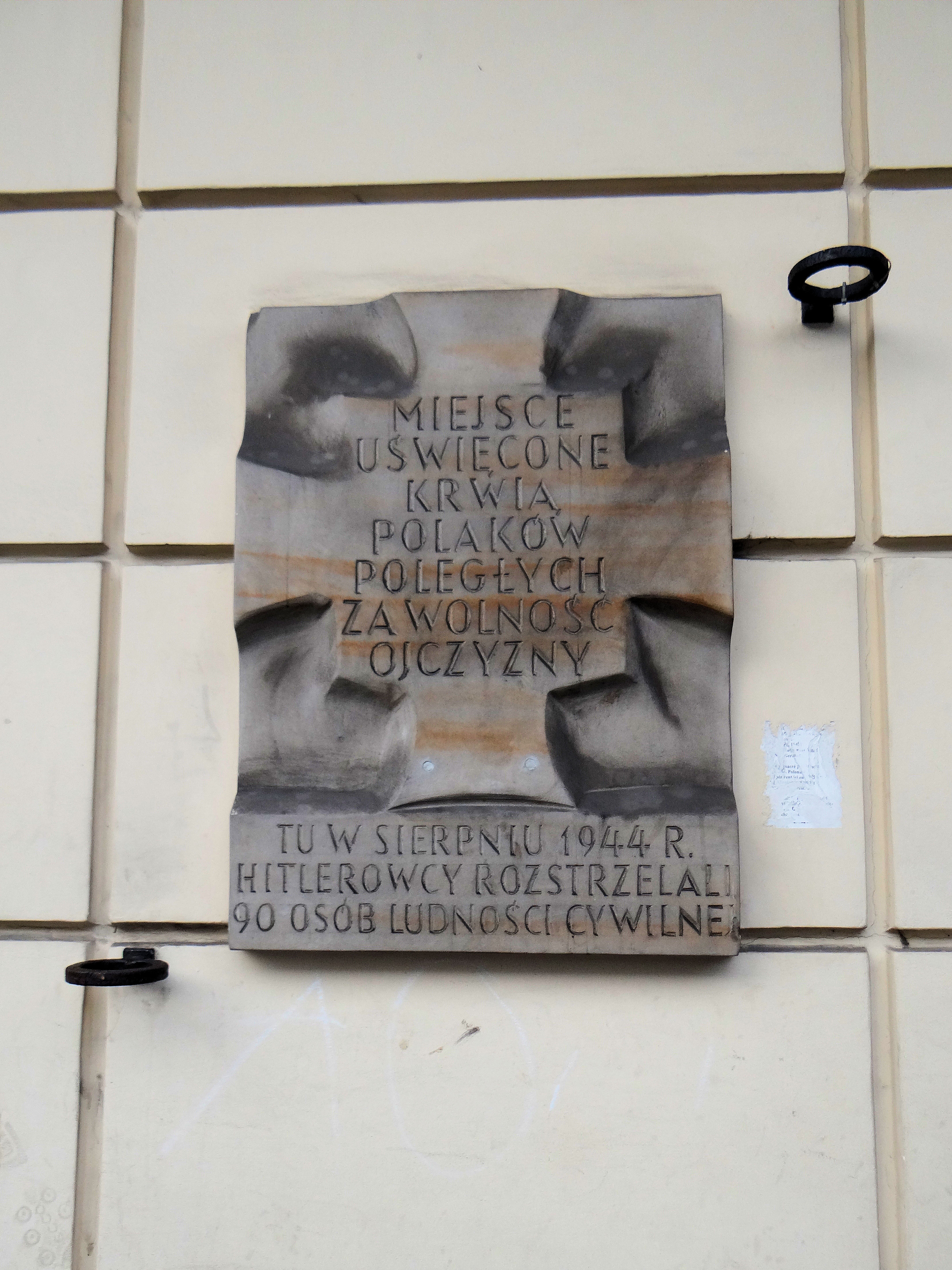
La plaque commémorant les victimes du massacre de la rue Bracka

Le massacre de la rue Bracka à Varsovie est une vague de meurtres, d’incendies criminels et d’autres violations du droit de la guerre, commis par les soldats allemands de la Wehrmacht lors de la tentative de conquête de la partie de la rue Aleje Jerozolimskie, contrôlée par les insurgés de Varsovie.
Pendant le combat mené du 3 au 4 août 1944, les soldats du 4e régiment de Panzergrenadiers de la province de Prusse-Orientale ont régulièrement utilisé les civils polonais comme « boucliers humains » lors des attaques de chars de combat sur les barricades. Ils ont aussi commis de nombreux crimes contre les prisonniers et contre les habitants de la rue Bracka (pl) et de l'avenue  Jerozolimskie. Le nombre de victimes surpasserait 200 personnes.

## Attaque allemande vers la gare centrale
La rue Aleje Jerozolimskie avec le pont Poniatowski était l’une des plus importantes voies de communication pour l'approvisionnement des unités allemandes, combattant l'Armée rouge sur la rive gauche de la Vistule. Le premier jour de l’insurrection de Varsovie (le 1er août 1944), les combattants de l'Armée de l’intérieur (pol. Armia Krajowa, AK) attaquent les plus importantes installations allemandes sur la rue Aleje Jerozolimskie (comme la gare centrale de Varsovie, l’édifice de Bank Gospodarstwa Krajowego, le pont Poniatowski), mais ils échouent à bloquer cette artère. Ils réussissent seulement à rétablir la communication avec les unités de l'AK dans le quartier Śródmieście Południowe (pl), au niveau de la rue Bracka.
Le matin du 3 août, la situation évolue en faveur des insurgés. Les soldats du groupe « Chrobry II » réussissent à prendre les bâtiments du centre de tri postal de Varsovie (pl) à l’intersection de l'avenue Jerozolimskie et la rue Żelazna (pl) qui s'empare de l'immeuble appelé Maison des touristes, situé en face de la gare. Le contact est établi avec les soldats du groupe « Gurt » dans l'immeuble de l'Institut Géographique Militaire (pl). À 10 heures, les soldats de deux groupes attaquent le tunnel ferroviaire de la ligne Est-Ouest de Varsovie (pl), où ils s'emparent d'un train allemand et récupèrent beaucoup d’armes. À partir de ce moment, l'avenue Jerozolimskie et le chemin de fer sont aux mains des insurgés.
Les Allemands commencent bientôt une contre-attaque. Le midi, une colonne blindée entre du côté de la rue Towarowa (pl), passant de l'arrondissement de Wola au pont Poniatowski. Utilisant des civils comme boucliers humains, les chars allemands ouvrent le feu sur les insurgés et à 13h, arrivent à proximité du pont. À 15 heures, les deux bataillons du 4e régiment des Panzergrenadiers de la Prusse-Orientale, arrivent de Zegrze, et commencent l’attaque du côté du pont Poniatowski. L’infanterie allemande mène l’attaque le long de l'avenue du 3 mai (pl) et Aleje Jerozolimskie, essayant de franchir la défense de la gare centrale. Entre les rues Bracka et Nowy Świat, des Panzergrenadiers de la Prusse-Orientale font face à la résistance des insurgés de la 3e compagnie du bataillon « Kiliński », du groupe C, du bataillon « Sokół » des Corps de sécurité et du groupe « Bełt » de l'AK. Avant 19 heures, les Allemands prennent une partie de l'avenue Jerozolimskie entre les rues Nowy Świat et Marszałkowska, mais ils ont échoué à prendre la gare centrale et les immeubles 17 et 21 dans la rue Aleje Jerozolimskie. Compte tenu de pertes importantes et de la forte résistance polonaise, les Allemands stoppent l'attaque et reculent vers musée national, ne conservant que les immeubles 19 et 25 de l'avenue Jerozolimskie.
Le 4 août, des combats féroces se déroulent dans l'avenue Jerozolimskie. Dès le matin, des Panzergrenadiers de Prusse-Orientale reprennent l'attaque vers l’ouest. Ensuite, la colonne de véhicules et d’infanterie de la 19e Panzerdivison (60-80 chars) passe à proximité du pont Poniatowski à Ochota. Compte tenu de la violente attaque allemande, les insurgés doivent quitter le centre postal incendié. Les Allemands qui ont subi de grandes pertes (la 19e Panzerdivison compte par exemple 11 morts et 40 blessés) ne tentent pas de tenir l'avenue Jerozolimskie et se contentent d'occuper la gare centrale, les immeubles de la Bank Gospodarstwa Krajowego et du musée national, ainsi quelques maisons entre les rues Nowy Świat et Marszałkowska,. En revanche, les insurgés maintiennent l'occupation du centre postal et l'immeuble n°17. Aucun des deux camps n'est en mesure d'utiliser l'avenue Jerozolimskie en tant que voie de communication. Après plusieurs jours de combats, les insurgés parviennent à prendre une partie de l'avenue, entre Nowy Świat et Marszałkowska, seule voie de communication entre les quartiers de Śródmieście Północne (pl) et Śródmieście Południowe (pl) (du 10 au 25 août).

## Crimes sur les prisonniers et civils

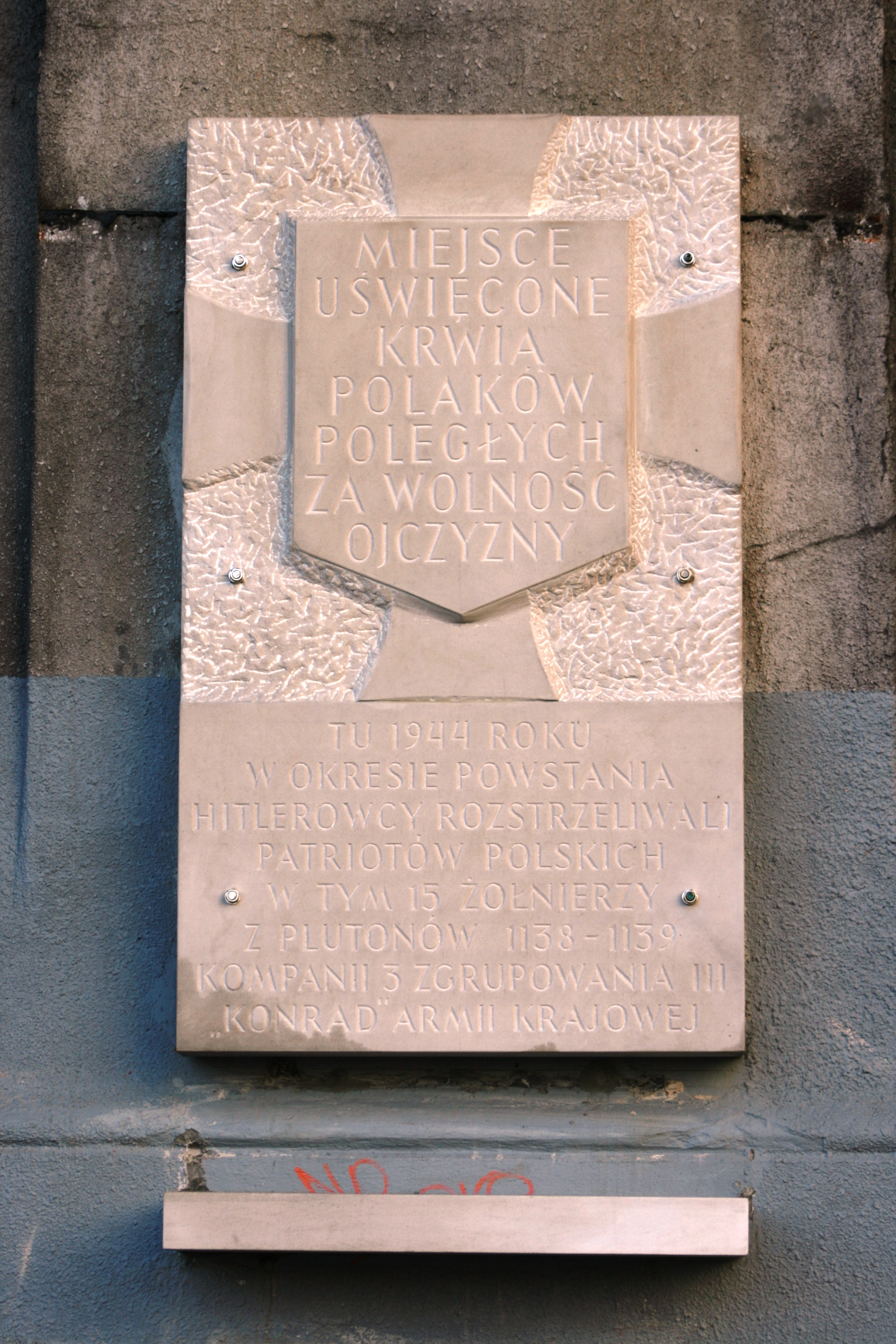
La plaque sous le pont Poniatowski commémorant les soldats des pelotons 1138 et 1139 de l’Armée de l'intérieur.

Pendant les combats du 3 au 4 août 1944, les Panzergrenadiers compètent de nombreux crimes de guerre. Les habitants des maisons prises par les Allemands dans les environs du musée national sont chassés. Le 3 août du soir, plus 400 civils sont entassés dans le sous-sol du musée,. Ils ne reçoivent de la nourriture et des soins que le jour suivant. Les civils, capturés dans l'arrondissement de Praga et dans les maisons de l'avenue du 3 mai, sont utilisés comme « boucliers humains » lors de l'assaut des chars sur les barricades. Selon le récit d'un témoin, publiée par les rédacteurs du magazine de l’insurrection « Rzeczpospolita Polska » (n°26 (98) du 15 août 1944), le 3 août, l’officier commandant l'unité blindée choisit environ 60 hommes parmi ceux retenus dans le sous-sol du musée. Il leur ordonne de former une colonne (5-6 personnes dans chaque rang), et les poussent devant les chars vers les barricades. Ils sont pris entre deux feux et sont massacrés, à l’intersection de la rue Bracka et de l'avenue Jerozolimskie. Les Allemands font feu sur ceux qui tentent de s'échapper ou de se cacher, n'hésitant pas à leur lancer des grenades. 50 à 60 civils trouvent ainsi la mort. Selon un témoin, seulement 5 hommes reviennent au musée national. Trois d'entre eux sont blessés et gravement brûlés.
Les Allemands reproduisent le même scénario le jour suivant. Ce matin-là, ils font sortir du sous-sol une centaine d'hommes, des civils et quelques insurgés capturés dans le quartier de Powiśle. Ils sont à leur tour chassés vers les barricades. De nombreux prisonniers meurent lors de la fusillade ou sont assassinés par les Allemands. Quelques-uns parviennent à s'échapper dans le camp des insurgés.
Des otages sont également utilisés pour couvrir la colonne de la 19e Panzerdivision. Au début, les civils emprisonnés dans le sous-sol du musée sont à nouveau utilisés, mais beaucoup s'échappent ou meurent dans la première étape. Les Allemands font alors sortir les civils des maisons à l'intersection des rues Marszałkowska, Nowogrodzka (pl) et l'avenue Jerozolimskie. Ils sont poussés devant la colonne jusqu’à l’intersection de l'avenue Jerozolimskie et Chałubińskiego (pl), où ils sont gardés sous surveillance pendant plusieurs heures.
Du 3 au 4 août 1944, les Panzergrenadiers commettent de nombreuses exécutions. Selon le rapport établi par l’Armée de l’intérieur le 5 août, les Allemands tuent tous les hommes capturés dans les maisons de l'avenue Jerozolimskie, et à l’intersection des rues Nowy Świat et de l'avenue du 3 mai. Dans le poste de secours au no 16 de l'avenue Jerozolimskie, le médecin soignant les blessés est fusillé et la directrice de la section sanitaire est brûlée dans le bâtiment incendié par les Allemands,. À son tour, un hebdomadaire "Biuletyn Informacyjny" n° 43/44 a informé que les habitants des rues Bracka et 17 et Aleje Jerozolimskie 19 ont été assassinés par les Allemands (dans le bâtiment de la rue Aleje Jerozolimskie 19, les 40 hommes et quelques femmes seraient morts). Antoni Przygórski parlait de 100 personnes fusillées. Les hommes habitant dans la maison de l'intersection des rues Marszałkowska et Aleje Jerozolimskie échappent à la mort grâce à un Silésien enrôlé de force dans la Wehrmacht, qui les laisse s'enfuir.
L'une des plus grandes exécutions a lieu à Powiśle, où quelques dizaines de soldats mal armés des pelotons 1138 et 1139 du 3e groupe « Konrad » sont réfugiés dans une maison de l'avenue du 3 mai, après l’attaque échouée sur le pont Poniatowski. Le 3 août 1944, lors de la contre-attaque allemande, les chars détruisent la porte de la maison et les habitants hissent le drapeau blanc. Après la prise de la maison, les Allemands séparent les femmes et les hommes, et commencent la sélection. Barbara Sikora, fille du concierge et collaboratrice la Gestapo (c'est elle qui a révélé que 50 insurgés se cachent dans la maison) désigne les insurgés. Le volksdeutsche Koenig participe à la sélection, mais ne désigne personne, il en sauve même quelques-uns. Finalement, les Allemands choisissent 20 soldats du groupe « Konrad » et les rassemblent sous le pont. Une habitante de la maison réussit encore à soudoyer les gardiens pour sauver Zbysław Przepiórka, pseudonyme « Zbyszko ». Les 19 prisonniers sont fusillés le jour même. Le deuxième groupe des suspects, dans la majorité des insurgés, est emmené dans la rue Wioślarska. Leurs témoignages sont si cohérents que les Allemands renoncent à leur exécution et enferment les détenus dans la tourelle du pont Poniatowski, où ils demeurent emprisonnés pendant presque deux semaines (les habitants du quartier de Saska Kępa leur ont donné de l’eau et de la nourriture). Les 18 et 19 août, les prisonniers sont amenés dans la caserne de la rue 11 novembre (pl) à Praga, où pendant deux semaines encore, ils doivent travailler à charger les wagons. Ils sont ensuite amenés au camp de transit de Pruszków (pl), puis au camp de concentration du Stutthof.
Pendant le combat, les Allemands causent de nombreux dégâts matériels. Le 3 août, de nombreuses maisons de l'avenue Jerozolimskie sont incendiées ainsi que les étages d'une maison de la rue Bracka. Le feu se propage sur un côté de l'avenue. Le jour suivant, les Allemands mettent le feu à tous les immeubles de l'autre côté de l'avenue, entre les rues Bracka et Nowy Świat. Toutes les maisons entre la rue Smolna et du 3 mai sont également incendiées ainsi que dans la rue Nowy Świat, où les Allemands interdisent l'évacuation des civils,.
Tous ces crimes ont été commis avec l'approbation du commandement allemand. Le prisonnier, soldat du 4e régiment de Panzergrenadiers de la Prusse-Orientale, Walther Brunon Dolingkeit (pasteur protestant dans le civil), déclare que son unité a reçu l'ordre de tuer tous les hommes, de chasser les femmes et les enfants et d'incendier les bâtiments. Les civils détenus dans le bâtiment du musée national sont traités comme des otages. Dans le rapport de la 9e Armée, du 4 août 1944 est écrit : « on libérera les femmes et les enfants. Avant, on les informera qu'à moins que l’attaque des insurgés ne soit arrêtée à 8 heures du matin, leurs maris, leurs pères, et tous les autres hommes seront fusillés à cause des bandits polonais, parce que les soldats ne peuvent pas différencier les ennemis des amis ». Finalement, la menace n’est pas mise à exécution. Une partie des hommes (qualifiés de malades) est libérée avec les femmes et les enfants. Le reste est exporté de Varsovie,.